# 美猴王 (央视动画)
《美猴王》是中国的中央电视台，继《西遊記 (動畫)》、《哪吒传奇》、《小鲤鱼历险记》之后制作的动画，共52集，是2003年播出的《哪吒传奇》的续作。被广电总局推荐为“2009年度第三批优秀国产动画片”据制片人蔡志军介绍，《美猴王》是央视原青少中心动画部整体转制成立央视动画有限公司的第一部巨制。取材于《西游记》前7回，不过添加了新的人物包括玉兔、人参果、红孩儿、小白龙……。主题是关于美猴王的成长故事，剧情有针对现代孩子的教育问题，故事涉及团队精神、挫折教育、自我完善……。”自2006年开始经过三年多的时间筹备和制作，世界观融民俗、民族、文化，剧情里美猴王经历磨难，建立和保卫其家园“花果山”。属于未播先拍的盈利模式，人设六耳猕猴最早是孙悟空好朋友，但后来被白鹿大仙收买才变坏。以及玉兔变成孙悟空的异性朋友。讲述石猴孙悟空从一只懵懵懂懂的小猴子成长为花果山美猴王的过程。出版图书于天天出版社出版，

## 播出时间
原预定2009年5月26日，后改在2010年1月26日,中央电视台少儿频道《动画梦工厂》19:00
原预定2009年5月28日，后改在2010年1月25日,中央电视台一套《动画城》17:48
2009年5月30日,中央电视台一套《大风车》18:18